# Fredrik Jensen (Fußballspieler, 1997)
Hans Fredrik Jensen (* 9. September 1997 in Porvoo) ist ein finnischer Fußballnationalspieler. Er steht beim griechischen Erstligisten Aris Saloniki unter Vertrag.

## Karriere

### Verein
Der Finnlandschwede Fredrik Jensen trat in seiner Jugend dem FC Futura bei und wechselte über den FC Honka Espoo zu HJK Helsinki. Zum 1. Januar 2014 ging er in die Niederlande in die Nachwuchsakademie des FC Twente Enschede. Damit folgte er seinem Bruder Richard Jensen, der bereits 2012 nach Enschede gegangen war. Nach 22 Einsätzen in Pflichtspielen für die A-Jugend und sechs Einsätzen für die zweite Mannschaft rückte er zur Saison 2016/17 in die Profimannschaft auf. Am 6. August 2016 gab er beim 1:2 am ersten Spieltag der Eredivisie im Spiel gegen Excelsior Rotterdam sein Debüt im Profifußball. Er kam in der Saison 2016/17 zu 25 Einsätzen und vier Toren in der Liga, in der der FC Twente den siebten Platz belegte, zu vier Einsätzen für die zweite Mannschaft in der Tweede Divisie und zu einem Einsatz im Wettbewerb um den KNVB-Beker. In der Saison 2017/18 erzielte er in 30 Partien fünf Tore und stieg mit der Mannschaft am Saisonende ab; im Wettbewerb um den KNVB-Beker spielte er viermal.
Zur Saison 2018/19 wechselte Jensen in die Bundesliga zum FC Augsburg. Am 27. Oktober 2018 (9. Spieltag) debütierte er beim 2:1-Sieg im Auswärtsspiel gegen Hannover 96 mit seiner Einwechslung für Koo Ja-cheol in der 68. Minute. Auch aufgrund eines Bänderrisses im Sprunggelenk sowie einer Sprunggelenksverletzung absolvierte Jensen lediglich sechs Bundesligaspiele nebst drei Partien im DFB-Pokal. Sein erstes Bundesligator erzielte er am 13. Dezember 2019, dem 15. Spieltag der folgenden Saison beim 4:2-Sieg im Auswärtsspiel gegen die TSG 1899 Hoffenheim mit dem Treffer zum 3:1 in der 56. Minute. Auch in der Saison 2019/20 war Jensen nicht häufig zum Einsatz gekommen. In der Saison 2020/21 kam er zu insgesamt 13 Partien, wobei er von Sprunggelenks- sowie von Oberschenkelproblemen ausgebremst wurde.
Nach seinem Vertragsablauf Ende Juni 2025 verließ Jensen den FC Augsburg und wechselte nach Griechenland zu Aris Saloniki. Dort unterschrieb er einen Kontrakt bis 2028.

### Nationalmannschaft
Am 28. März 2017 gab er beim 1:1 im Testspiel im Tivoli Stadion Tirol in Innsbruck gegen die Nationalmannschaft Österreichs sein Debüt für die finnische Nationalmannschaft und erzielte hierbei sein erstes Länderspieltor. Für die Europameisterschaft 2021 wurde er in den finnischen Kader berufen. Bei der Endrunde wurde er im zweiten und dritten Gruppenspiel in der Schlussphase eingewechselt. Nach einem Auftaktsieg gegen Dänemark, der von dem Zusammenbruch des Dänen Christian Eriksen überschattet wurde, verloren die Finnen gegen Russland und Belgien und schieden als zweitschlechtester Gruppendritter aus.